# Мослерау
Мослерау (нем. Moosleerau) — коммуна в Швейцарии, в кантоне Аргау.
Входит в состав округа Цофинген.  Население составляет 835 человек (на 31 декабря 2007 года). Официальный код  —  4277.